# Ergodisk teori
Ergodicitet og ergodisk teori er begreber indenfor matematik, anvendt til estimering af forventede værdier i statistik og i dynamiske systemer.
Indenfor fysik og termodynamik er ergodisk hypotese et andet begreb, der omhandler fysiske systemer og deres faserum.
Navnet ergodicitet stammer fra oldgræsk (ergon: arbejde, hodos: måde).

## Ergodisk proces
En stokastisk proces kaldes for ergodisk, hvis processens egenskaber, såsom dens værdi og autokorelationsfunktion, kan estimeres ud fra en serie af udfald {\displaystyle x_{n}} af processen.
{\displaystyle \lim _{N\rightarrow \infty }{\frac {1}{N}}\sum _{n=0}^{N-1}x_{n}=E[X]}
En seksidet terning viser en ergodisk proces kaldet {\displaystyle X}. Den forventede værdi af terningens udfald er:
{\displaystyle E[X]=\sum _{n=1}^{6}n\cdot P(X=n)=1\cdot {\frac {1}{6}}+2\cdot {\frac {1}{6}}+\ldots +6\cdot {\frac {1}{6}}=3,5}
Når terningen kastes flere gange, vil gennemsnitsværdien af udfaldene nærme sig den forventede værdi – jo flere kast, desto nærmere værdien.